# Arnaud Bodart
Pour les articles homonymes, voir Bodart.
Arnaud Bodart, né le 11 mars 1998 à Seraing en Belgique, est un footballeur belge qui joue au poste de gardien de but au LOSC Lille.

## Biographie

### En club

#### Standard de Liège (2017-2025)
Arnaud Bodart rejoint le Standard de Liège en 2006, à l'âge de 8 ans. Parmi les entraineurs de gardiens qui le forment, l'ancienne gloire du club Jean Nicolay qui dirige l'école des gardiens du Standard de 2008 jusqu'en 2014, Jean-François Lecomte de 2008 à 2010 puis Philippe Vande Walle pour la saison 2016-2017 sont des personnalités qui ont beaucoup compté dans sa formation.
Le 16 mai 2017, alors que le Standard de Liège joue les play-offs 2, Arnaud Bodart fait ses débuts professionnels lors d'une victoire 1-3 contre Waasland-Beveren. Quelques jours plus tard, il est également titulaire lors de la victoire 2-0 face au Lierse SK. Après ces deux matches, il n'est plus aligné en équipe première pendant les deux saisons suivantes durant lesquelles Guillermo Ochoa est titulaire.
Lors de la saison 2019-2020, le Standard de Liège recrute le gardien serbe Vanja Milinković-Savić afin que ce dernier endosse le rôle de gardien titulaire. Cependant, le géant serbe ne convainc pas et Arnaud Bodart est propulsé à la première place de la hiérarchie des gardiens du Standard de Liège devant Vanja Milinković-Savić et Jean-François Gillet. Très vite, il devient un chouchou du public. Il joue trente-cinq matchs toutes compétitions confondues pour quarante buts encaissés et neuf blanchissages. Il fait ses premiers pas sur la scène européenne en participant à trois rencontres lors de la phase de groupes de la Ligue Europa.
Le samedi 21 novembre 2020, lors de la 13e journée de Jupiler Pro League, le Standard de Liège est mené sur sa pelouse par Eupen (1-2). À la 96e minute, Arnaud Bodart monte sur un dernier coup franc tapé par Nicolas Gavory. À hauteur des six mètres, il reprend victorieusement un tir de Collins Fai et permet aux Liégeois, réduits à dix depuis l'expulsion d'Eden Shamir, d'éviter une défaite. C'est le premier but de sa carrière.
Le 14 octobre 2021, il est nommé capitaine des Rouches par son nouvel entraîneur, Luka Elsner. Ce dernier déclare en parlant de Bodart : « Il est une garantie en termes de leadership, il prend la parole et se sent responsable. ».
À la suite de mauvais résultats durant la fin de saison 2021-2022, Arnaud Bodart est mis de côté par Luka Elsner et est remplacé au poste de gardien titulaire par Laurent Henkinet.
Sous la houlette de Ronny Deila, il retrouve son poste de titulaire pour la saison 2022-2023 et le conserve la saison suivante avec Carl Hoefkens puis Ivan Leko comme entraineurs. Toutefois, ayant sollicité un transfert pour l'été 2024, le club préfère aligner le jeune Matthieu Epolo à partir du 27 avril 2024. Ce transfert ne se réalise finalement pas et Arnaud Bodart n'est toujours pas aligné lors du début du championnat 2024-2025. Après sept mois sans jouer, il reprend place dans les buts du Standard, le 23 novembre 2024, contre le Cercle de Bruges (victoire 1-0) Mais, une semaine plus tard, il termine le match à Charleroi avec une déchirure aux adducteurs qui devrait l'éloigner des terrains pendant plusieurs semaines.

#### FC Metz (2025)
Le 9 janvier 2025, le joueur signe un contrat de 6 mois avec le FC Metz, alors en Ligue 2. Deux jours plus tard, il est aligné à Lorient et réalise d'emblée un clean sheet (partage, 0-0). Ensuite, il est titulaire pour toutes les autres rencontres du championnat. Blessé au genou le 10 mai lors du dernier match de championnat au Stade lavallois, il subit une opération et ne jouera plus avant le mois de juillet. Il ne peut donc participer aux barrages que Metz remporte face à l'USL Dunkerque et au Stade de Reims, permettant aux mosellans de remonter en Ligue 1 .
Le 19 juin 2025, le joueur annonce son départ du club lorrain après 6 mois au sein de ce dernier.
Alors qu'il aurait aimé prolonger l'aventure, le FC Metz ne renouvelle pas le contrat d'Arnaud Bodart et celui-ci se trouve sans club lors du mercato estival, bien qu'il ait aidé le club messin à remonter en Ligue 1.

#### LOSC Lille (depuis 2025)
Le 1er juillet 2025, le club lillois annonce l'arrivée du gardien belge dans un rôle de doublure de Lucas Chevalier.

### En sélections nationales
Arnaud Bodart est convoqué pour la première fois avec l'équipe nationale de Belgique par le sélectionneur Domenico Tedesco le 6 juin 2023, pour des matchs comptant pour les éliminatoires de l'Euro 2024. Il fait partie des surprises de cette sélection. Le 6 octobre 2023, il est de nouveau appelé par Domenico Tedesco pour les deux prochaines rencontres des Diables Rouges en Autriche et contre la Suède. Idem en mars 2024 mais toujours sans aucun temps de jeu. Il n'est pas convoqué en mars 2025 par le nouveau sélectionneur Rudi Garcia.

## Statistiques

### En club
| Saison                | Club                  | Championnat           | Championnat | Championnat | Coupe(s) nationale(s) | Coupe(s) nationale(s) | Supercoupe | Supercoupe | Compétition(s) continentale(s) | Compétition(s) continentale(s) | Compétition(s) continentale(s) | Autres compétitions | Autres compétitions | Autres compétitions | Total | Total |
| Saison                | Club                  | Division              | M.          | B.          | M.                    | B.                    | M.         | B.         | Comp.                          | M.                             | B.                             | Comp.               | M.                  | B.                  | M.    | B.    |
| 2016-2017             | Standard de Liège     | Division 1A           | -           | -           | -                     | -                     | -          | -          | C3                             | -                              | -                              | PO2                 | 2                   | 0                   | 2     | 0     |
| 2017-2018             | Standard de Liège     | Division 1A           | -           | -           | -                     | -                     | -          | -          | -                              | -                              | -                              | PO1                 | -                   | -                   | 0     | 0     |
| 2018-2019             | Standard de Liège     | Division 1A           | -           | -           | -                     | -                     | 0          | 0          | C3                             | -                              | -                              | PO1                 | 0                   | 0                   | 0     | 0     |
| 2019-2020             | Standard de Liège     | Division 1A           | 29          | 0           | 3                     | 0                     | -          | -          | C3                             | 3                              | 0                              | -                   | -                   | -                   | 35    | 0     |
| 2020-2021             | Standard de Liège     | Division 1A           | 33          | 1           | 4                     | 0                     | -          | -          | C3                             | 9                              | 0                              | PO2                 | 4                   | 0                   | 50    | 1     |
| 2021-2022             | Standard de Liège     | Division 1A           | 26          | 0           | 0                     | 0                     | -          | -          | -                              | -                              | -                              | -                   | -                   | -                   | 26    | 0     |
| 2022-2023             | Standard de Liège     | Division 1A           | 34          | 0           | 1                     | 0                     | -          | -          | -                              | -                              | -                              | PO2                 | 6                   | 0                   | 41    | 0     |
| 2023-2024             | Standard de Liège     | Division 1A           | 29          | 0           | 0                     | 0                     | -          | -          | -                              | -                              | -                              | PO2                 | 5                   | 0                   | 34    | 0     |
| 2024-2025             | Standard de Liège     | Division 1A           | 2           | 0           | -                     | -                     | -          | -          | -                              | -                              | -                              | -                   | -                   | -                   | 2     | 0     |
| Sous-total            | Sous-total            | Sous-total            | 153         | 1           | 8                     | 0                     | 0          | 0          | -                              | 12                             | 0                              | -                   | 17                  | 0                   | 190   | 1     |
| 2024-2025             | FC Metz               | Ligue 2               | 17          | 0           | -                     | -                     | -          | -          | -                              | -                              | -                              | PO                  | -                   | -                   | 17    | 0     |
| 2025-2026             | LOSC Lille            | Ligue 1               | 0           | 0           | -                     | -                     | -          | -          | -                              | -                              | -                              | -                   | -                   | -                   | 0     | 0     |
| Total sur la carrière | Total sur la carrière | Total sur la carrière | 170         | 1           | 8                     | 0                     | 0          | 0          | -                              | 12                             | 0                              | -                   | 17                  | 0                   | 207   | 1     |

## Palmarès

### En club
|  |  | Standard de Liège - Coupe de Belgique : - Finaliste : 2021. |

## Vie privée
Fils de Vincent Bodart, Arnaud Bodart est le neveu de Gilbert Bodart, gardien du Standard de Liège entre 1981 et 1996, ainsi que le petit-fils d'André Duchêne, administrateur du club de 1984 à 1998 lorsqu'il prend la relève de Jean Wauters à la présidence.